# Tatort: Stiller Tod
Stiller Tod ist ein Fernsehfilm aus der Kriminalreihe Tatort. Der Film mit Eva Mattes als Kriminalhauptkommissarin Klara Blum wurde vom SWR produziert und am 26. Januar 2003 erstmals in Deutschland ausgestrahlt. Diese 523. Folge der Tatort-Reihe ist der dritte Fall von Klara Blum, die in einem Mordfall ermittelt, bei dem der Schuldige augenscheinlich festzustehen scheint. Bei näherer Recherche rückt der Staatsanwalt immer mehr ins Visier, der eine Beziehungstat seiner Jugendliebe zu vertuschen versucht.

## Handlung
Der Industrielle Wolfgang Reichert will sich mit seiner Ehefrau am Bodensee ansiedeln, da sie hier aufgewachsen ist. Während Bärbel Reichert nach Immobilien Ausschau hält, hat sich ihr Mann eine Yacht gemietet, auf der er erstochen aufgefunden wird. Daniel Seefried wird blutbeschmiert mit einem Messer in der Hand in der Nähe der Yacht gestellt und ist daher dringend tatverdächtig. Zudem finden sich Geld und Wertgegenstände des Opfers in seiner Jackentasche. Er wird verhaftet, doch redet er kaum und kann sich an nichts erinnern. Er wirkt angeschlagen, was die Ermittler Drogenkonsum vermuten lässt, jedoch kann das vom Labor nicht bestätigt werden.
Am nächsten Tag besteht Seefried darauf, telefonieren zu dürfen, und ruft Rita Fürmann an, die Ehefrau des Staatsanwalts, mit der er ein Verhältnis hat. Auf sein Bitte um ein Treffen schickt sie ihm nur einen Anwalt zu seiner Verteidigung. Seefried bittet diesen, seiner Auftraggeberin auszurichten, dass sie ihrem Mann alles sagen solle, alles!
Blum hat nicht den Eindruck, dass der Fall so einfach erledigt sein wird, wie es den Anschein hat. Zu viele Details passen nicht recht zueinander. Da Seefried sich weiterhin nicht erinnern und somit auch die Tat nicht zugeben kann, schlägt Staatsanwalt Fürmann einen Lokaltermin vor, um Seefrieds Gedächtnis auf die Sprünge zu helfen. Blum ist verwundert über diese Maßnahme, ebenso verwundert ist sie darüber, dass Seefrieds erster Anruf aus der Haft Frau Fürmann galt. Auch ist ihre Nummer auf seinem Handy fest eingespeichert. Blum schließt daraus, dass Seefried ein Verhältnis mit Rita Fürmann hat. Bei dem Lokaltermin, der keine neuen Erkenntnisse bringt, gelingt es Seefried an die Signalpistole zu gelangen und mit der Yacht zu fliehen. Fürmann will für alles die Verantwortung übernehmen und den Fall abgeben.
Blum erhält den Hinweis, dass Fürmann schon seit ein paar Monaten weiß, dass seine Frau ein Verhältnis mit Seefried hat. Daher sucht sie mit Rita Fürmann auf und sagt ihr offen, dass sie von ihrer Affäre weiß. Rita Fürmann bittet darum, dass ihr Mann das nicht erfahren darf, er würde sich sonst etwas antun. Er hätte früher schon einen Suizidversuch unternommen, nachdem ihn eine Frau tief enttäuscht hatte. Blum findet heraus, dass Bärbel Reichert seine tragische Jugendliebe war. Fürmann hat sogar seine Tochter nach ihr benannt. Blum fragt sich, was Fürmann verschweigt. Hat er Bärbel Reichert zufällig wiedergetroffen und nun mit ihr gemeinsam den Plan geschmiedet, ihren Mann umzubringen und als Rache an Rita Fürmann ihrem Liebhaber diesen Mord anzuhängen? Fürmann hatte die Gelegenheit gehabt, Seefrieds Urinprobe auszutauschen und so die Spuren eines Narkotikums zu beseitigen. Bärbel Reichert könnte ihm das Rezept dazu besorgt haben. Dennoch hat Blum Zweifel. Sie kennt Fürmann als liebenden Vater und Ehemann und kann sich nicht vorstellen, dass er das für seine Jugendliebe aufgeben würde.
Seefried entführt indessen Fürmanns Sohn Tom und fordert Rita Fürmann auf, ihm zu helfen. So erfährt sie, dass ihr Mann schon lange von ihrem Verhältnis weiß. Als ihr Mann nach Hause kommt, bittet sie ihn flehend, die Wahrheit zu sagen, sonst sähen sie Tom nie wieder. Er verspricht, der Staatsanwaltschaft Konstanz eine entsprechende Mitteilung zukommen zu lassen. Nachdem er schriftlich ein Geständnis verfasst hat, in welchem er zugibt, Seefried fälschlicherweise belastet zu haben, will er sich vom Dach der Staatsanwaltschaft stürzen. Blum kann ihn zu einem Gespräch bewegen und erfährt so, dass Bärbel Reichert im Affekt ihren Mann erstochen hat, nachdem er ihr mitgeteilt hatte, dass er sie verlassen würde. Er hätte sie derart gedemütigt, dass sie die Beherrschung verloren hat. Ihr fiel dann ihre alte Jugendliebe ein. Daher bat sie Fürmann, ihr zu helfen. Blum überzeugt Fürmann, dass er nicht schuldig ist am Tod von Reichert und er niemanden umgebracht hat. Seine Familie würde außerdem fest zu ihm stehen. Fürmann sieht davon ab, sich in den Tod zu stürzen.
Am Ende gibt Seefried Tom wieder frei, und Bärbel Reichert wird festgenommen.

## Rezeption

### Einschaltquoten
Die deutsche Erstausstrahlung des Tatort Stiller Tod am 26. Januar 2003 wurde in Deutschland insgesamt von 7,55 Millionen Zuschauern gesehen und ein Marktanteil von 20,20 Prozent erreicht.

### Kritiken
Tilmann P. Gangloff beurteilt Stiller Tod bei tittelbach.tv positiv und meint: „Nach zwei gründlich misslungenen Ausgaben findet der ‚Bodensee-Tatort‘ mit dem dritten Film endlich zu einer Größe, die der Krimi-Reihe angemessen ist. Jetzt kann man auch Klara Blum (Eva Mattes) als Kommissarin ernstnehmen: immer noch voller Sanftmut und Verständnis zwar, aber endlich nicht bloß unkonventionell, sondern auch kriminalistisch.“
Die Kritiker der Fernsehzeitschrift TV Spielfilm bescheinigen der Episode „gute Ansätze, doch die Story fesselt nicht. […] Trotz guter Figuren und komplexem Beziehungsgeflecht [ist dieser Tatort] zu schwunglos.“